# Jos van der Vleuten
Jozef "Jos" van der Vleuten (Mierlo-Hout, Helmond, 7 de febrer de 1943 - Sosúa, República Dominicana, 5 de desembre de 2011) va ser un ciclista neerlandès, professional entre el 1964 i el 1973. En el seu palmarès destaquen tres victòries d'etapa a la Volta a Espanya, el 1967, 1970 i 1972, i la classificació per punts el 1966.

## Palmarès
- 1964
  - Vencedor d'una etapa a l'Olympia's Tour
  - Vencedor d'una etapa a la Volta a Àustria
- 1966
  -  1r de la classificació per punts a la Volta a Espanya
- 1967
  - Vencedor d'una etapa a la Volta a Espanya
- 1969
  - Vencedor d'una etapa a la París-Niça
- 1970
  - Vencedor d'una etapa a la Volta a Espanya
  - Vencedor d'una etapa al Gran Premi del Midi Libre
  - Vencedor d'una etapa a la Setmana Catalana
- 1972
  - Vencedor d'una etapa a la Volta a Espanya
  - Vencedor d'una etapa a la Volta a Andalusia

### Resultats a la Volta a Espanya
- 1966. 47è de la classificació general.  1r de la classificació per punts
- 1967. 50è de la classificació general. Vencedor d'una etapa
- 1970. 38è de la classificació general. Vencedor d'una etapa
- 1972. 32è de la classificació general. Vencedor d'una etapa

### Resultats al Tour de França
- 1966. 75è de la classificació general
- 1967. 67è de la classificació general
- 1968. Abandona (1a etapa)
- 1970. 44è de la classificació general
- 1971. 30è de la classificació general
- 1972. 73è de la classificació general